# Stizocera insolita
Stizocera insolita là một loài bọ cánh cứng trong họ Cerambycidae.